# Jason Evers
Jason Evers (2 de enero de 1922 – 13 de marzo de 2005) fue un actor estadounidense.

## Biografía
Su verdadero nombre era Herb Evers, y nació en la ciudad de Nueva York. Tras dejar la high school, se unió al Ejército de los Estados Unidos. En esa época, Evers admiraba tanto a estrellas como John Wayne (con quien trabajaría en Los boinas verdes) que decidió intentar hacerse actor. Tras un período como actor teatral en el circuito de Broadway, fue a Hollywood, donde su primera oportunidad llegó en 1960 con la serie de la NBC de género western Wrangler. Además, el 30 de junio de 30 intervino en el show de la NBC titulado The Ford Show.
En la temporada 1963-1964 Evers interpretó al Profesor Howe en la serie de 26 episodios de la ABC Channing, teniendo como coprotagonista a Henry Jones.
En 1966 Evers actuó en el episodio "The Insider", perteneciente al show de la NBC The Road West, protagonizado por Barry Sullivan. En el mismo año 1966 actuó en el episodio "The outsider" de la quinta temporada de la serie de la ABC Combat!. 1967 y 1969 Evers trabajó de manera esporádica en el papel de James Sonnett, en la serie interpretada por Walter Brennan y  Dack Rambo para la ABC The Guns of Will Sonnett.  
Evers siguió alternando su trabajo televisivo con el cinematográfico, trabajando como artista invitado, junto a Bruce Lee, en el capítulo de The Green Hornet Eat, Drink and be Dead (1966). Sin embargo, sus papeles en esa época eran cada vez de menor entidad. Su última actuación para el cine tuvo lugar en 1990 en Basket Case 2. Sin embargo, el papel más duradero de los interpretados para el cine por Evers fue el que hizo en el clásico de serie B de 1959 The Brain That Wouldn't Die, film no estrenado hasta 1962.
En sus últimos años Jason Evers volvió a Nueva York, y en 2005 falleció en Los Ángeles, California, a causa de un fallo cardiaco. Había estado casado con la actriz Shirley Ballard desde 1953 hasta el momento de su muerte.